# علی‌اکبرآقا شیخ‌الاسلامف
علی‌اکبرآقا شیخ‌الاسلامف (ترکی آذربایجانی: Əkbər ağa Şeyxülislamov; ۱۸۹۱ – ۱۹۶۱ (۷۰ ساله))یک چهره شناخته شده و سیاستمدار آذربایجانی در دوره جمهوری خلق آذربایجان بود. وی مسئولیت وزارت کشاورزی را در اولین کابینه جمهوری خلق آذربایجان به عهده داشت.

## شرح حال

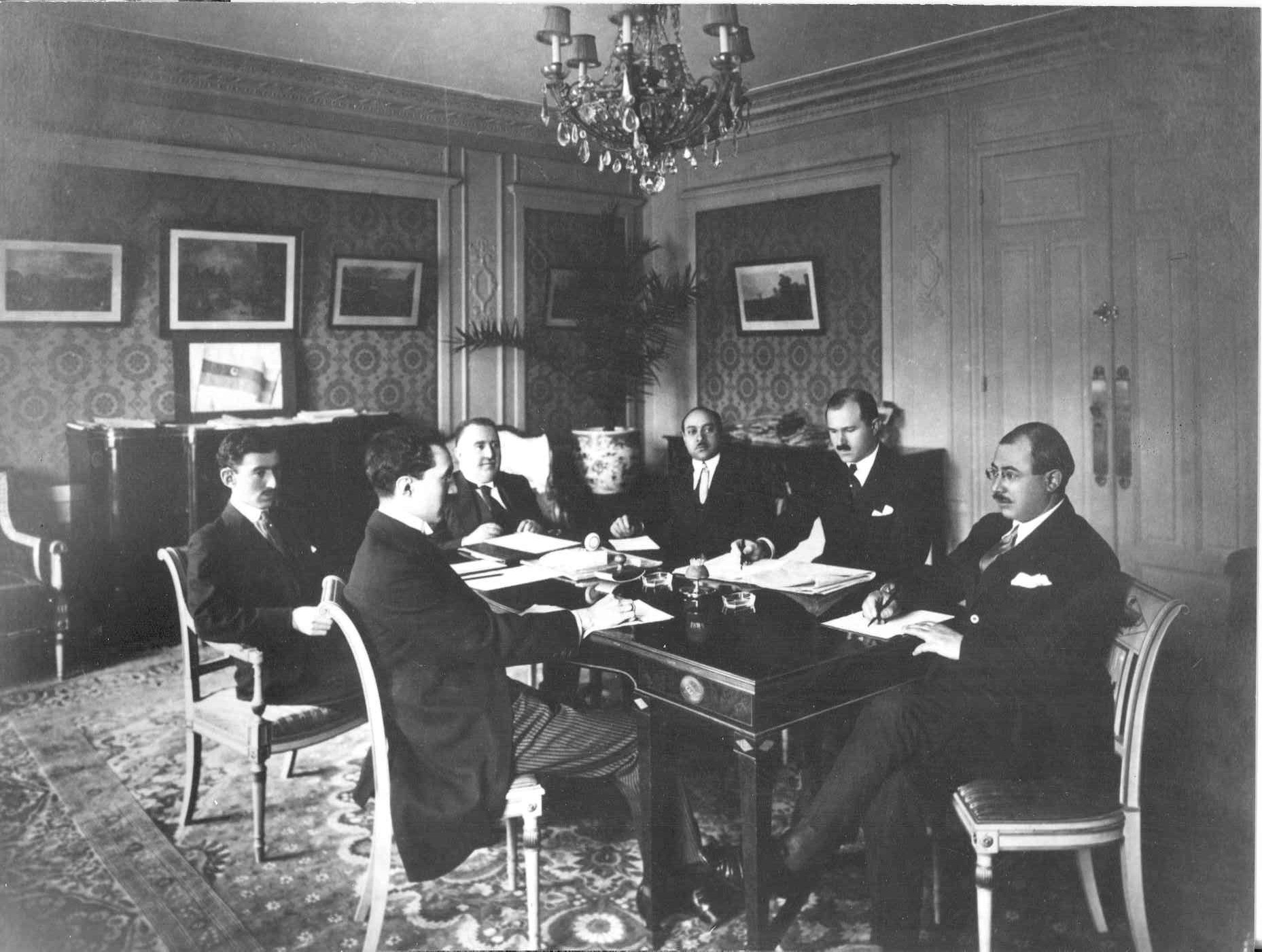
علی‌اکبرآقا شیخ‌الاسلامف در جلسه کابینه جمهوری خلق آذربایجان

علی‌اکبرآقا شیخ‌الاسلامف در سال ۱۹۸۱ در شهر ایروان به دنیا آمد. پیرو آنکه دبیرستان را در ایروان پشت سر گذاشت، در سال ۱۹۱۲ وارد دانشگاه دولتی حمل‌ونقل سن پترزبورگ روسیه شد. به محض اینکه به آذربایجان بازگشت، به معاونت وزارت امور داخله (کشور) جمهوری فدرال دموکراتیک قفقاز جنوبی منصوب گردید. وی عضو حزب همت بود. افزون بر این، علی‌اکبرآقا شیخ‌الاسلامف در رده امضاکنندگان اعلامیه استقلال جمهوری دمکراتیک آذربایجان قرار داشت.

## فعالیت در دوران جمهوری خلق آذربایجان
پس از تأسیس جمهوری خلق آذربایجان در روز ۲۸ مه سال ۱۹۱۸، علی‌اکبرآقا شیخ‌الاسلامف سکان هدایت وزارت کشاورزی و کار در دولت تازه تأسیس فتحعلی‌خان خویسکی را به دست گرفت. سپس تا اشغال جمهوری خلق آذربایجان به دست ارتش سرخ بلشویکها در ۲۸ آوریل سال ۱۹۲۹ که به دنبال این واقعه وادار به ترک کشور خود شد، نماینده مجلس ملی بود.
علی‌اکبرآقا شیخ‌الاسلامف ۲ ماه مارس سال ۱۹۶۱ در شهر پاریس، پایتخت کشور فرانسه، درگذشت و در قبرستان مسلمانان در شهر بوبینی به خاک سپرده شد.